# 鄧庫姆 (愛荷華州)
鄧康（英語：Duncombe）是一個位於美國愛荷華州韋伯斯特縣的城市。

## 地理
鄧康的座標為42°28′12″N 93°59′34″W / 42.47000°N 93.99278°W，而該地的平均海拔高度為338米（即1109英尺）。

## 人口
根據2010年美國人口普查的數據，鄧康的面積為5.10平方千米，當中陸地面積為5.10平方千米，而水域面積為0.00平方千米。當地共有人口410人，而人口密度為每平方千米80人。